# Lisznia (obwód rówieński)
Lisznia (ukr. Лішня) – wieś na Ukrainie, w obwodzie rówieńskim, w rejonie dubieńskim, w hromadzie Demidówka. W 2001 liczyła 961 mieszkańców, spośród których 942 wskazało jako ojczysty język ukraiński, 11 rosyjski, 7 węgierski, a 1 białoruski.
W okresie międzywojennym wieś znajdowała się w granicach II RP, wchodząc w skład gminy Kniahinin w powiecie dubieńskim, w województwie wołyńskim.